# Histoire de Châlus

Blason de Châlus

L'histoire de Châlus est un thème historique qui a été exploité par divers auteurs.
Zone frontière entre le Limousin et le Périgord, Châlus (Haute-Vienne) a subi, durant le Moyen Âge, quatre sièges (1193, 1199, 1264 et 1406).

## Préhistoire et Antiquité

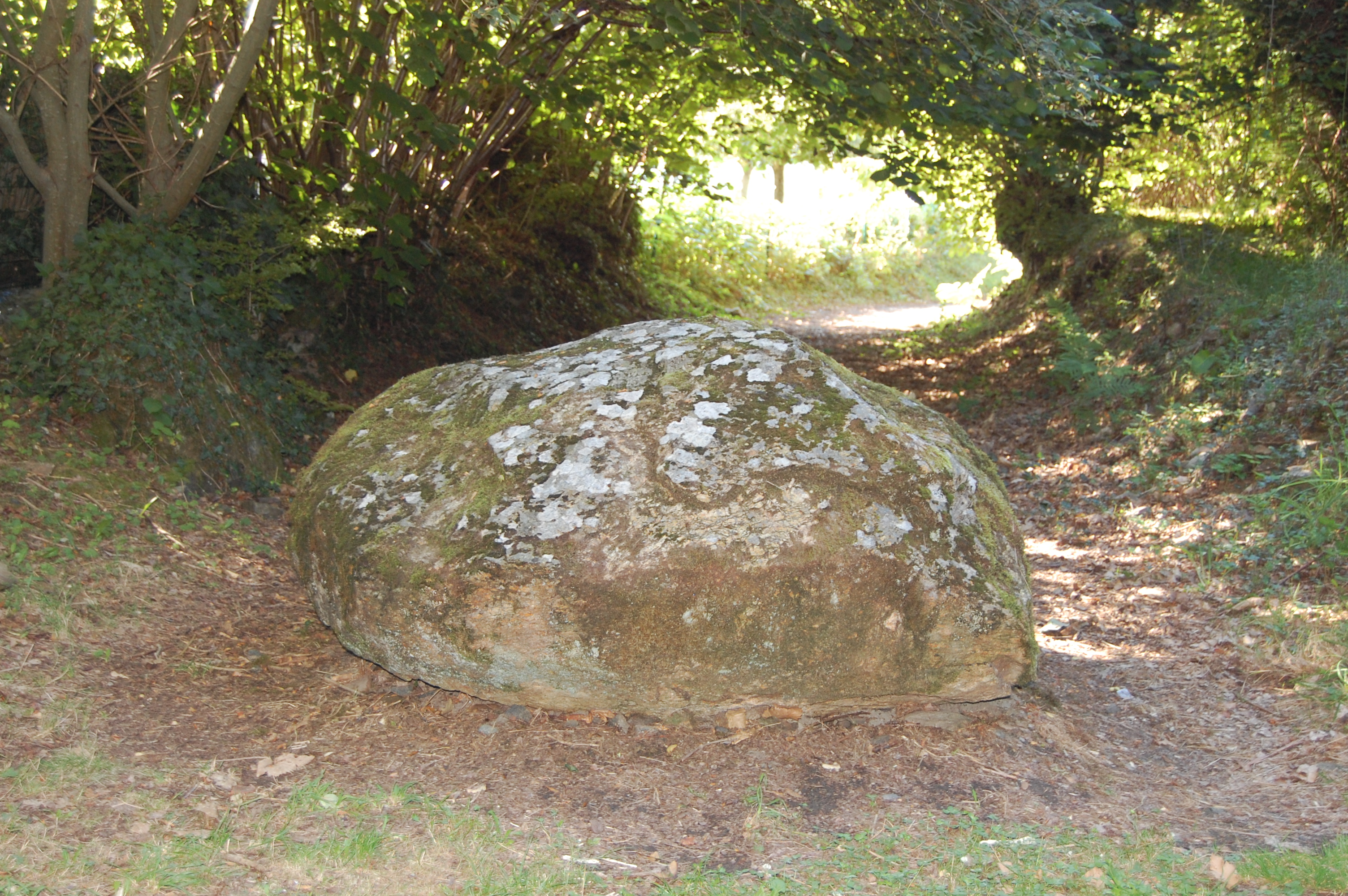
Un des mégalithes de Châlus

Entre -9711 et -9661, la fin de la petite ère glaciaire du Dryas récent et l'entrée abrupte dans l'Holocène déterminent les paramètres climatiques de l'écologie actuelle du milieu naturel châlusien. La découverte de mégalithes sur la butte de Châlus Chabrol confirme une occupation humaine dès le Néolithique, entre -4000 et -2000. La présence humaine au Néolithique et à l'âge du bronze est illustrée par des haches, et l'occupation du site de Bannaud. L'époque gallo-romaine a laissé des tessons de poterie et des tesselles de mosaïque trouvés en 1949 à Lageyrat, ainsi qu'une voie romaine qui reliait Vésone (Périgueux) à Augustoritum (Limoges) et comportait une station Fines (frontière), située entre Firbeix et Châlus.

## Moyen Âge
La première mention moyenâgeuse de Châlus apparaît avec la naissance de saint Waast, catéchiste de Clovis et évêque d'Arras († 540), qui, selon sa Vita Brevior, rédigée au VIe siècle, serait né à Castrum Leucus (nom donné à Châlus au haut Moyen Âge).
Au XIe siècle, le chevalier Bernard Chabrol érige le château actuel, sur l'initiative des vicomtes de Limoges, afin de contrôler l'itinéraire de Limoges vers le Périgord tout en évitant les territoires des princeps de Lastours (Rilhac-Lastours), détournant ainsi la voie qui menait de Bourges à Bordeaux, et reprenant en grande partie un cheminement d'origine protohistorique.
C'est en ce château, dont il fut seigneur, qu'Hugues de La Certa voit le jour en 1071  dit la légende. La Vita Hugonis ne donne aucun nom de "chateau" signalant simplement le castello  où il se rendait parfois. [Scriptores ordinis Grandimontensis, édités par dom J. Becquet, Turnhout, 1968, Vita Hugonis, ch. 2 p. 168 ch. 54, p. 209, domus  ch. 4 p. 168, thalamus ch. 14, p. 174; castello, ch. 6 et 8 p. 169.]
En 1095, Gérald, abbé de Saint-Augustin-lès-Limoges acquiert la cure du Haut-Châlus.
La création d'une abbaye dépendant des augustins de Limoges à proximité du château de Châlus Chabrol, allié à la postérité du nouvel itinéraire Limoges-Périgueux via Châlus et Aixe, décidé par les vicomtes de Limoges, évitant soigneusement et déclassant la voie de Lastours, entraînent le développement du bourg castral (Châlus haut), dont l'église dépend alors de la paroisse de Pageas.

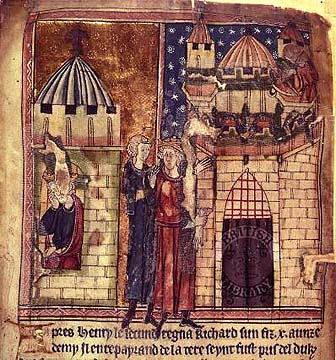
Mort de Richard Cœur de Lion : la plus ancienne représentation connue. Londres, British Library.

1193 : Châlus est, comme d'autres places limousines, pris et pillé par des soldats brabançons, qui se vengent ainsi de l'évêque de Limoges, Sebrand Chabot.
1199 : Richard Cœur de Lion assiège Châlus Chabrol, défendu par Pierre Brun, seigneur de Montbrun et le chevalier Pierre Basile. Il est touché sur l’épaule gauche, à la base du cou par un carreau d'arbalète et meurt quelques jours plus tard, le 6 avril dans les bras de sa mère, Aliénor d’Aquitaine.
La mort de Richard Cœur de Lion est un fait divers pour Châlus, mais un événement historique de premier plan pour la politique européenne. Elle va permettre aux Capétiens et à Philippe Auguste de réaliser l'unité nationale du territoire français. 
1244 : Saint Louis est reçu au château par Géraud de Frachet à l'occasion de son pèlerinage à Rocamadour.
1264 : les habitants d'Aixe, opprimés par les violences de leur gouverneur, le chevalier Adémar de Maumont, se soulèvent et l'assiègent à deux reprises dans le château d'Aixe. Après une tentative de médiation de l'évêque de Limoges, ils n'acceptent de rentrer sous l'obéissance de la vicomtesse de Limoges Marguerite de Bourgogne (veuve du vicomte Guy VI mort à Brantôme entre le 13 et le 16 août 1263 après son échec au siège du château de Bourdeilles), qu'après l'intervention de deux commissaires du roi et à la condition qu'elle leur donne un autre gouverneur. Adémar reçoit en échange le gouvernement du château de Châlus. Mais Bozon de Bourdeilles, venu l'y assiéger avec d'autres seigneurs, se rend maître de la place. Adémar, ayant été pris, est exécuté en 1265, meurtre pour lequel Bozon fut condamné à la prison, l'amende et l'exil, à la suite de la plainte des fils d'Adémar à Saint Louis. Si la vicomtesse a été dépouillée de Châlus Chabrol, le roi se le fait restituer, en échange de la libération de Bozon, opérations confiées au bailli de Tours.
1280 : Géraud de Maulmont (mort en 1299), frère d'Adémar, reçoit Châlus Chabrol en fief et fait construire le second château, Châlus Maulmont. Chanoine de Limoges et chapelain du roi, il est conseiller de la vicomtesse de Limoges et du roi. Il reçoit la terre et la juridiction de Châlus Chabrol d’Arthur II de Bretagne (ou encore Artus) et Marie de Limoges, fille de Marguerite, en reconnaissance du service rendu par son jugement arbitral de 1276, favorable à la vicomtesse, par lequel il réglait les droits respectifs de celle-ci et de la ville de Limoges. Il prend possession de Châlus en armes, accompagné de plusieurs gens de guerre, le 7 septembre 1280, en raison d'un différend avec Aymard, comte de Rochechouart, (soit Aimery IX, dans la liste des vicomtes de Rochechouart, mort en 1288) relatif à la justice du bourg d'Oradour, revendiquée par l'un et l'autre.
1307 : Châlus passe aux mains de Philippe le Bel. Une contestation entre les ayants droit de Géraud de Maulmont relative à l'attribution de ses biens, offre une occasion à Philippe Le Bel de se rendre acquéreur de leurs places fortes. Traitant par échange avec Guillaume de Chanac, exécuteur testamentaire, le roi se rend acquéreur en 1307 du comté de Bourdeilles, des châtellenies de Châlus Chabrol et de Chalusset, et donne en place aux Maulmont les seigneuries de Chateauneuf en Auvergne et de Moret dans le diocèse de Sens. La validité de cet échange est affectée par la violation d'une clause de l'acte de donation de 1283 du comté de Bourdeilles entre les religieux de Brantôme et Géraud de Maulmont, qui prévoyait le gré et l'autorisation de l'abbé et du couvent pour transférer Bourdeilles en des mains plus puissantes, laquelle n'a pas été donnée. Un acte d'août 1294 de l'abbé de Brantôme Bernard (ou Bertrand) de Maumont, autre frère de Géraud, fait état de cette donation. Le rattachement de Châlus à la France a donc été irrégulier au regard du droit féodal (les recours sont toutefois prescrits),
1317 : Philippe V le Long donne les châteaux de Châlus à Henry de Sully, grand bouteiller de France. Châlus devient une baronnie.
1375 : Guillaume III Roger de Beaufort remet Châlus en usufruit, avec la vicomté de Turenne, à son fils Raimond de Turenne, à l'occasion de son mariage avec Marie de Boulogne, le 28 octobre.
1381 : le fameux chef des routiers, Pierre de Fontaines, dit « Perrot le Béarnais », s'empare du château de Châlus Chabrol et le conserve jusqu'en 1393, après que le duc de Berry et la ville de Limoges eurent traité avec lui.
1406 : le château est pris par des troupes françaises en campagne contre les Anglais en Guyenne et Limousin.
1439 : Louis Cousin est moine et prévôt de la Beille, ce qui lui permet de payer cent réaux d'or chacun du poids de trois deniers pour la dot de sa sœur Hélide.
1484 : Jean Boschant de Brie, époux de Jeanne de Hautefort, écuyer et conseiller du prince d'Albret, bâtisseur de la maison forte de Brie, est capitaine des forteresses de Châlus.
Un minutier de registres notariaux de Châlus fait apparaître, sur la période de 1453 à 1494 que la reconstruction rurale et agraire, à l'issue de la crise du bas Moyen Âge et de la guerre des Anglais, est financée pour l'essentiel par les prêts, avances à la culture, ou baux à cheptel fournis par les notables.

## Renaissance etXVIesiècle
1498 : la paroisse de Châlus bas est transférée à Lageyrat, peut-être à l'initiative de Jean Barton de Montras, curé, archiprêtre, chantre du Dorat, doyen de la cathédrale de Limoges, où il repose (mort le 13 septembre 1510 à Isles).
1530 : Philippe de Bourbon-Busset hérite du château en épousant Louise Borgia. En effet, Jean d'Albret, le roi Jean III de Navarre, héritier de Châlus-Chabrol, donne Châlus à sa sœur Charlotte d'Albret, pour part de la succession de leurs parents communs, Alain d'Albret et Françoise de Châtillon (ou Françoise de Blois, ou encore de Bretagne), vicomtesse de Limoges. Charlotte épouse César Borgia, duc de Valentinois, fils du pape Alexandre VI Borgia. Leur fille, Louise Borgia, porte le comté de Châlus à Philippe de Bourbon-Busset, à la suite de leur mariage, dont le contrat est daté du 3 février 1530,.
1569 : l'armée de Coligny occupe Châlus et ses environs, avec 25 000 hommes, dont le futur Henri IV, alors âgé de seize ans. Lors de la troisième guerre de Religion (1568-1570), après la mort du prince de Condé le 16 mars 1569 à Jarnac, Coligny prend le commandement de l’armée protestante. Il la mène en Limousin, où se fera la jonction avec les mercenaires que conduit le duc de Deux-Ponts, Wolfgang de Bavière. Après un bref combat contre un détachement de l’armée royale, celui-ci franchit la Vienne à Aixe, mais meurt le 18 juin à Nexon. La jonction entre troupes protestantes de Coligny et celles de Wolfgang de Bavière se fait à Châlus. Les deux châteaux, le bourg et les environs de Châlus hébergent alors les 25 000 hommes de l'armée protestante regroupée. À trente kilomètres de là, en avant de Saint-Yrieix campent les troupes royales, à peu près aussi nombreuses, dirigées par le duc d’Anjou. Les deux armées s'affrontent le 25 juin 1569 à la Roche l'Abeille. Coligny fait prisonnier le condottiere Philippe Strozzi, met en déroute l'armée royale et s'ouvre ainsi la voie du Périgord.
1577 : des bandes de paysans accourus des environs de Châlus chassent une troupe de protestants de Montbron, dont ils s'étaient emparés avec un nommé Gore à leur tête. Les protestants avaient capitulé, mais un grand nombre des leurs furent massacrés.
1592 : le sieur de Chamberet, avec le comte de Busset, sieur de Châlus, issu de la Maison de Bourbon Busset, et d'autres nobles, assiègent Châlus, bombardent, avec le canon de Limoges, son fort défendu par le capitaine Labesse, et s'en rendent maîtres. Ce sont notamment le vicomte d'Aubeterre, les sieurs de Lavauguyon, de Palissand, d'Oradour, sollicités par le comte de Busset, qui prennent la ville basse, grâce à l'intervention des sieurs Chamberet, Samathie et Bonneval. Plusieurs meurtres sont perpétrés dans l'église. Le sieur des Cars oblige Lacapelle-Biron à se retirer de Courbefy. À la suite d'une embuscade près de Courbefy, Lacapelle-Biron avait pris la place par surprise à des partisans du roi qui avaient tous été taillés en pièces.
1600 : la vente, le 25 mars, de la châtellenie de Courbefy à Léon de Planeaux, sieur de Vielle Cour, inclut des paroisses antérieurement distraites de la châtellenie de Châlus.

## XVIIesiècle
1681 : le lieutenant-sénéchal de Châlus est Amable Denys Audebert, avocat en parlement.
1684 : une association de pénitents gris est fondée, ou mentionnée pour la première fois. Elle sera active jusqu'en 1789,.
1688 : Selon l'état des paroisses de 1688, Haut Châlus et Bas Châlus sont lieux d'étape pour la maréchaussée de la vice-sénéchaussée de Limoges, ce qui signifie que c'est un lieu « bien foulé de gens de guerre », et que « les habitants sont fort fatigués » voire « ruinés par le moyen des gens de guerre ».
À la fin du XVIIe siècle : Châlus est soumis à la justice seigneuriale, et dépend du Présidial de Limoges, lequel est du ressort du Parlement de Bordeaux.

## XVIIIesiècle

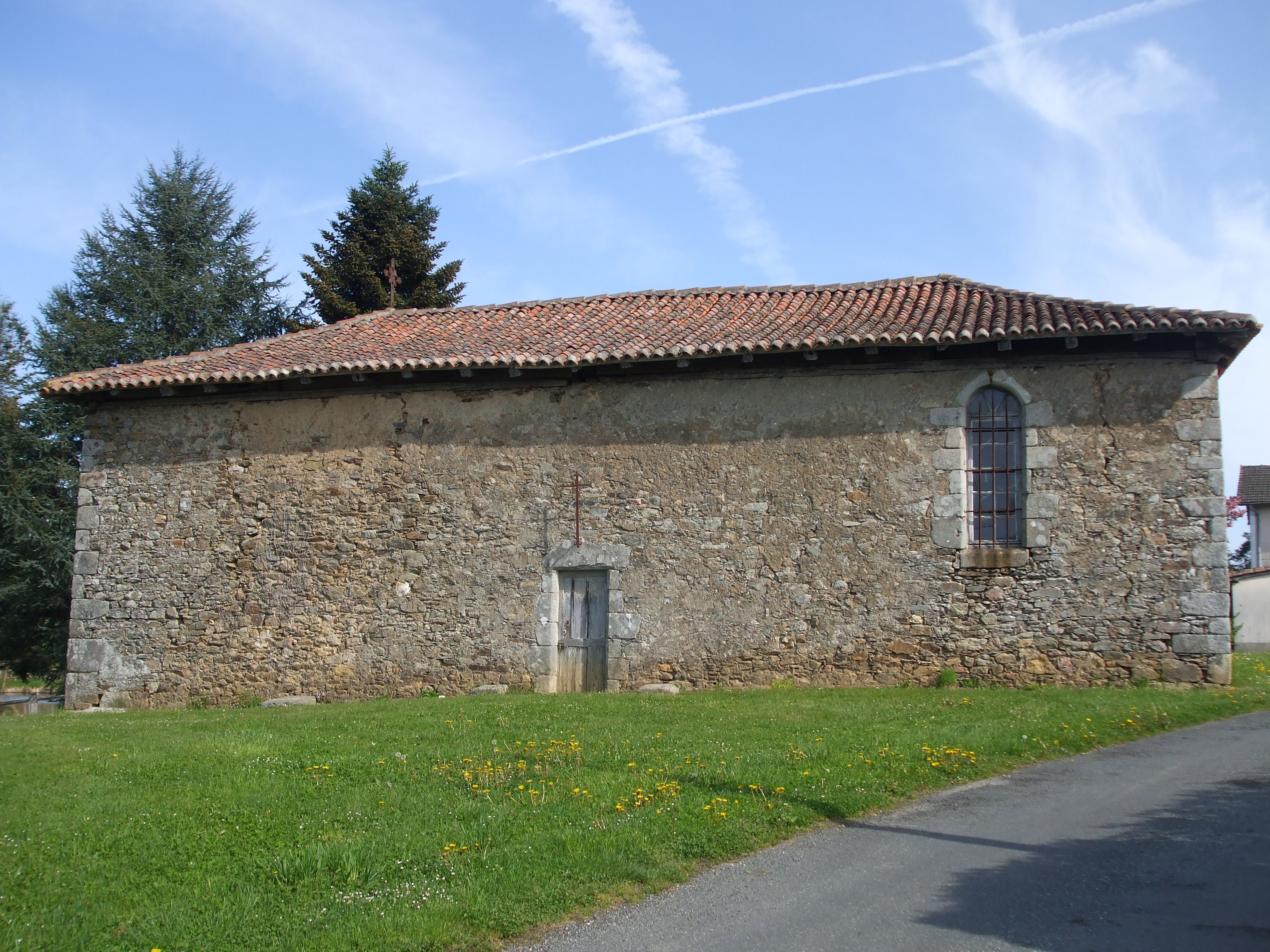
Chapelle Notre-Dame de Seichaud

1707 : reconstruction de la chapelle Notre-Dame de Seichaud, à l'initiative du curé du haut Châlus,.
1745 : la première carte de Châlus, au 1/8628e, est établie afin de figurer dans l'atlas de Trudaine pour la généralité de Limoges, avec la portion de route à hauteur de La Ribière allant jusqu'à Châlus du Grand chemin de Limoges à Périgueux et avec la portion de route atteignant la généralité du Périgord.
En 1789 et 1790, le canton de Châlus atteint, avec, dans l'arrondissement, ceux de Nexon et de Saint-Yrieix, dix signatures d'hommes pour cent mariages, et pour le bourg 16 % contre moins de 10 % de signatures de femmes. En 1700 et 1701, on n'en avait relevé que deux sur l'ensemble des mariages. Le taux atteindra 20 % dans le bourg en 1850-1851.
1790 : les communes de Lageyrat et Châlus fusionnent. La paroisse du Haut Châlus est supprimée en 1793. Son dernier curé, Cercleix, est jureur, et nommé prêtre assermenté de Châlus, en remplacement du curé Sénamaud, déporté. Située sur le trajet de la Grande Peur, la ville organise une garde nationale.

## XIXesiècle
1806 : la paroisse de Lageyrat est supprimée par un décret du 30 mai pour être rattachée à Châlus. Le maire Antoine Hallary exigea en conséquence le transfert du mobilier et de la (seule) cloche de l'église, qui avait été réservée à la paroisse lors de la réquisition des cloches, le 25 frimaire an V. L'opposition des Lageyracois entraîna une réunion du conseil municipal le 1er juin, suivie d'une demande pour que les brigades de gendarmerie de Rochechouart, Saint-Mathieu et Saint-Yrieix renforcent celle de Châlus afin d'assurer l'enlèvement des objets. Le préfet Texier-Olivier ne donna pas suite à la demande formulée par le maire, la cloche restant dans son clocher (en revanche les statues de sainte Quitterie et sainte Marguerite sont aujourd'hui dans l'église de Châlus). Cette crise de la cloche de Lageyrat, provoquée par une tentative de transfert, diffère donc des résistances, fréquentes à travers le pays, aux réquisitions de la décennie précédente, et met en évidence le caractère identitaire attaché à la cloche et à l'esprit du clocher.
1808 : Châlus compte 1 426 habitants, dont 22 militaires en activité. Châlus est dotée de l'une des quatre maisons de dépôt de la Haute Vienne (qui compte en tout neuf prisons) ; elle n'offre que de très faibles avantages sous le rapport de la sûreté et de la salubrité, ce qui n'inquiète pas le préfet Texier-Olivier, considérant le séjour de peu de durée qu'y font les individus arrêtés par la gendarmerie, traduits presque aussitôt dans d'autres prisons.
1809 : Châlus est un gîte d'étape sur la route des prisonniers espagnols internés en France. Une épidémie de typhus fait de nombreuses victimes parmi eux et la population dans laquelle cette "espagnolette" s'est répandue.
Vers 1820, Hyacinthe Hyenne est instituteur à Châlus.
1845 : le conseil municipal vote le 9 novembre le recrutement d'un commissaire de police, pour remédier aux désordres entraînés par « la passion du jeu, qui a valu à Châlus une triste célébrité » : rixes, tapages nocturnes et problèmes sociaux sont les conséquences de la transformation des cafés et auberges en tripots.
1849 : le timbre poste est introduit en France. Il est utilisé à Châlus dès le mois de janvier.
1880 : arrivée du chemin de fer à Châlus. La gare est inaugurée en 1882 par le futur président de la République Sadi Carnot, alors sous-secrétaire d'État aux Travaux publics, qui présida à cette occasion un banquet au vieil hôtel de la Poste.
1881 : la campagne des élections législatives du mois d'août est menée par des agents électoraux, en particulier ceux de Jean Codet, qui masquent le caractère politique de leurs activités, proches de l'achat de suffrages, sous le voile de la convivialité.
1895: le recours à l'isoloir est expérimenté lors des élections tenues entre 1895 à 1898, alors que la loi n'en rendra l'usage obligatoire qu'en 1913.

## XXesiècle

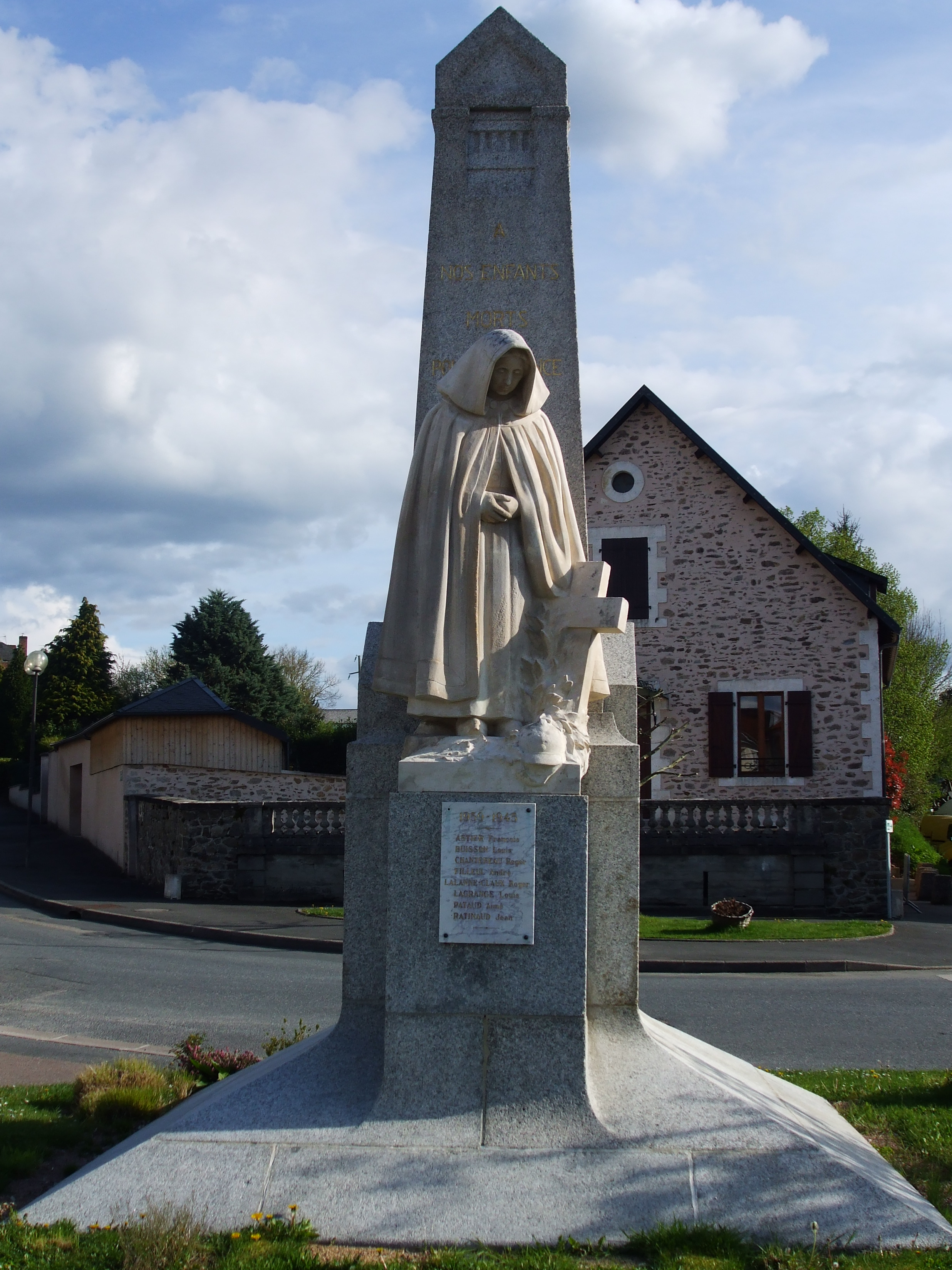
Monument aux morts de type classico-pacifiste sculpté par Henri Coutheillas

1917 : des troupes américaines stationnent à Châlus et entretiennent des contacts avec la population. La tradition rapporte qu'une réfugiée alsacienne provoqua un scandale public en adressant à celui qui venait d'attenter à sa réputation : « Ose une fois répéter que tu m'as vue me faire biquer par un Américain ! ».
1940 : la défaite militaire française se matérialise à Châlus avec le repli, le 25 juin, du 44e bataillon de chars de combat. La gare de Châlus cesse d'accueillir les voyageurs mais reste ouverte aux marchandises.
Les parents d'Édouard Valéry, s'installent à Châlus avec lui pour ouvrir un magasin d'alimentation tenu par sa mère de 1929 à 1931. Édouard Valéry, sera un résistant avec sa femme Solange Sanfourche et il en sera le chef départemental du mouvement Francs-tireurs et partisans en Corrèze (département), Lot (département) et Dordogne (département). 
1944 : les activités de la Résistance s'intensifient. En juin, le délégué militaire interdépartemental des Francs-tireurs et partisans, le commandant, puis lieutenant-colonel commandant inter régional adjoint des Forces françaises de l'intérieur, Louis Godefroy, alias Rivière, s'installe au château. Le 12 juillet, un combat implique le Maquis de Bir Hacheim et notamment Roger River. Le 16 juillet, le capitaine Jacques Nancy et les 25 hommes de sa section spéciale de sabotage stoppent un train blindé en provoquant la destruction du viaduc de chemin de fer.
1987 : la gare est complètement fermée à la circulation ferroviaire. Elle sera déclassée en 1996.
1994 : effondrement de la tour de Châlus Maulmont le 20 mars. Vente de Châlus Chabrol par la famille de Bourbon-Busset, branche de Bourbon-Chalus, qui le détenait depuis 1530.